# Luigi Comencini
Luigi Comencini (* 8. Juni 1916 in Salò; † 6. April 2007 in Rom) war ein italienischer Filmregisseur.

## Leben und Wirken
Seine Kindheit und Jugend verbrachte Comencini in Paris. Zurück im Italien der 1930er Jahre studierte er zunächst Architektur in Mailand und stand künstlerisch den Faschisten nahe. Zum Film kam er nach dem Krieg, zunächst als Kritiker.
Comencini arbeitete mit einigen der bekanntesten italienischen Schauspieler wie Gina Lollobrigida, Sophia Loren, Silvana Mangano, Giulietta Masina, Claudia Cardinale, Monica Vitti oder Vittorio de Sica, Enrico Maria Salerno Vittorio Gassman, Marcello Mastroianni, Alberto Sordi und Totò. Er drehte einige Filme in der Tradition des Neorealismus und inszenierte die kommerziell erfolgreichen Unterhaltungsfilme Brot, Liebe und Fantasie sowie Liebe, Brot und Eifersucht mit Vittorio de Sica und Gina Lollobrigida sowie die erste deutschsprachige Verfilmung von Heidi.
Seine späteren Filme waren häufig internationale Co-Produktionen mit internationalen Schauspielern, häufig aus Frankreich (Jacqueline Bisset, Gérard Depardieu, Annie Girardot, Maria Schneider, Michel Serrault, Jean-Louis Trintignant), aber auch dem deutschsprachigen Raum – Mario Adorf, Senta Berger, Elke Sommer – oder Hollywood (Lionel Stander, Bette Davis, Joseph Cotten).
Neben seinen Regiearbeiten betätigte sich Comencini auch als Drehbuchautor und Filmkritiker. Er gehörte zu den Gründern des Filmarchivs Cineteca Italiana.
Auch Comencinis Töchter sind im Filmgeschäft tätig: Paola Comencini arbeitet als Kostümbildnerin, Szenenbildnerin und Art Director, Francesca und Cristina Comencini sind Filmregisseurinnen. Cristina Comencinis Film La bestia nel cuore war 2006 für den Oscar als Bester fremdsprachiger Film nominiert.

## Filmografie

### Regisseur
- 1946: Razzia in Neapel (Proibito rubare)
- 1948: Geschlossene Gardinen (Persiane chiuse)
- 1952: Heidi
- 1952: Mädchenhandel (La tratta delle bianche)
- 1953: Brot, Liebe und Fantasie (Pane, amore e fantasia)
- 1954: Liebe, Brot und Eifersucht (Pane, amore e gelosia)
- 1957: Ehemänner in der Stadt (Mariti in città)
- 1957: Das Fenster zum Lunapark (La finestra sul Luna Park)
- 1958: Freundinnen (Mogli pericolose)
- 1959: Überraschungen in der Liebe (Le sorprese dell’amore)
- 1959: Und das am Montagmorgen
- 1960: Der Weg zurück (Tutti a casa)
- 1961: Vergewaltigt in Ketten (A cavallo della tigre)
- 1963: Zwei Tage und zwei Nächte (La ragazza di Bube)
- 1964: Drei Liebesnächte (Tre notti d’amore)
- 1965: Die Puppen (Le bambole) (Episode)
- 1965: Genosse Don Camillo (Il compagno Don Camillo)
- 1966: Der Unverstandene (Incompreso (vita col figlio))
- 1969: Ohne viel von ihr zu wissen (Senza sapere niente di lei)
- 1969: Kindheit, Berufung und erste Erlebnisse des Venezianers Giacomo Casanova (Infanzia, vocazione e prime esperienze di Giacomo Casanova, Veneziano)
- 1972: Teuflisches Spiel (Lo scopone scientifico)
- 1972: Pinocchio (Le avventure di Pinocchio) (Fernseh-Miniserie)
- 1974: Wie tief bin ich gesunken (Mio Dio, come sono caduta in basso)
- 1974: Das Verbrechen (Delitto d’amore)
- 1975: Die Sonntagsfrau (La donna della domenica)
- 1976: Basta che non si sappia in giro!…
- 1976: Quelle strane occasioni
- 1977: Der Kater läßt das Mausen nicht (Il gatto)
- 1979: Stau (L’ingorgo – una storia impossibile)
- 1980: Komm zurück, Kleiner! (Voltati Eugenio)
- 1983: Keine Zeit für Wunder (Cercasi Gesù)
- 1987: Der Junge aus Kalabrien (Un ragazzo di Calabria)
- 1987: La Storia (La storia)
- 1989: Gino & Elvira – Alte Liebe rostet nicht (Buon Natale ... buon anno)
- 1991: Marcellino

### Drehbuchautor
- 1955: Im Zeichen der Venus (Il segno di Venere)